# ایلئیت
ایلئیت (انگلیسی: Ileitis) یا درازروده‌آماس التهاب ناحیه ایلئوم است که بخشی از روده کوچک به شمار می‌رود. ایلیت کرون نوعی بیماری کرون است که ایلئوم را درگیر می‌کند. ایلئیت توسط باکتری Lawsonia intracellularis ایجاد می‌شود. بیماری التهابی روده با عفونت لاوسونیا اینتراسلولاریس ارتباطی ندارد.